# Adventures in Babysitting
Adventures in Babysitting (bra: Uma Noite De Aventuras; prt: Aventura Fora de Horas) é um filme estadunidense de 1987, dos gêneros comédia e aventura. É o primeiro filme dirigido por Chris Columbus.

## Enredo
Depois que seu namorado, Mike Todwell (Bradley Whitford), cancela seu jantar comemorativo de namoro, Chris Parker (Elisabeth Shue), de 17 anos de idade, se oferece para cuidar dos filhos dos Anderson, Brad (Keith Coogan) de 15 anos, e Sara (Maia Brewton) de 8. No entanto, Chris recebe um telefonema desesperado de sua amiga Brenda (Penelope Ann Miller), a qual havia fugido de casa, pedindo-lhe para vir buscá-la após esta ficar sem dinheiro. Chris sai e leva consigo Brad, Sara, e o amigo de Brad, Daryl Coopersmith (Anthony Rapp), mas eles acabam com um pneu furado, descobrem que o estepe está faltando e ficam encalhados na auto-estrada.
Um amigável motorista de guincho, John Pruitt (John Ford Noonan), se oferece para substituir o pneu de graça. No caminho para a garagem, um amigo o chama pelo rádio e diz que sua esposa o está traindo e ele vai para casa. Ao chegar lá, um breve tiroteio se segue e, ao fugir, as crianças sem querer entram em um Cadillac no exato momento em que este está sendo roubado por um ladrão, Joe Gipp (Calvin Levels). Gipp promete ajudá-los chegar até o caminho de casa, mas não sem antes levá-los a um desmanche clandestino, onde ficam brevemente detidos. Nesse meio tempo, Daryl encontra uma revista Playboy e rouba-a antes de fugirem para o telhado do prédio, no entanto, a revista contém anotações incriminatórias e os ladrões de carro vão atrás das crianças. Eles dão de cara com um clube de Blues e lá são forçados pelo cantor e guitarrista Albert Collins a cantar um blues sobre seu martírio, recebendo aplausos da plateia. Logo após o grupo ir embora, os ladrões de carro são forçados a fazer a mesma coisa que as crianças.
Os ladrões de carro conseguem, mais uma vez, pegar as crianças, mas os quatro escapam por pouco a bordo do metrô de Chicago. Dentro do trem quase vazio, Chris e as crianças de repente se vêem no meio de uma briga de gangues em que Brad é ferido e levado para o hospital Mercy Medical Center. Eles novamente encontram Pruitt, que está em fugindo da policia devido a sua briga mais cedo. Ele diz que seu chefe Dawson consertou o carro, mas que ele irá forçá-los a pagar US$50 pelo pneu. Eles, então, passam por uma festa de faculdade em que Chris conhece um novo amor, Dan Lynch (George Newbern), o qual consegue juntar US$45 para eles. Daryl quase entra em uma briga com um atleta cuja solitária namorada tenta ficar com ele. Dan, então, os leva de carro à garagem do Dawson.
Na garagem, Dawson (Vincent D'Onofrio) aparece, e Sara acredita que ele é o super-herói Thor. Ele se recusa a liberar o carro, devido à falta de US$5, mas ela implora a ele e dá-lhe seu capacete de plástico, fazendo-o mudar de ideia, e ele lhes permite levar o carro. Em seu caminho pela cidade, eles passam pelo restaurante para onde Mike iria levar Chris para jantar, e Daryl vê seu carro estacionado em frente ao mesmo. Ela entra e o encontra flertando com a nojenta Sesame Plexer. Brad e Daryl enfrentam-no quando ele insulta Chris. Enquanto isso, Sara sai e é vista por Graydon, um dos ladrões de carros. Ela é perseguida até o Edifício Smurfit-Stone, onde seus pais estão participando de uma festa. Ela sobe de levador até a recém remodelada cobertura e usa uma corda para descer pelo lado de fora da janela. Graydon a descobre e tenta descer pelo lado exterior das janelas enquanto ela se equilibra precariamente. Chris, Daryl, e Brad vão até a cobertura, depois de terem-na visto do lado de fora da janela, e resgatam-na.
Eles conseguem ir pegar Brenda e chegar em casa. Chris manda as crianças subirem, enquanto ela rapidamente arruma a bagunça deixada no início do dia. Ela corre e se senta no sofá enquanto o Sr. e Sr.ª Anderson entram pela porta. Ela sobe para dizer boa noite às crianças e todos eles agradecem uns aos outros pela melhor noite de suas vidas. Quando ela sai, Dan aparece. Ele veio devolver os patins que Sara acidentalmente havia esquecido, mas nota que essa não foi a única razão de ele ter vindo, e eles se beijam.
Uma cena pós-créditos mostra Graydon ainda do lado de fora das janelas do prédio, desesperadamente esperando por socorro.

## Elenco
- Elisabeth Shue como Chris Parker
- Maia Brewton como Sara Anderson
- Keith Coogan como Brad Anderson
- Anthony Rapp como Daryl Coopersmith
- Penelope Ann Miller como Brenda
- Vincent D'Onofrio como Dawson / Thor
- Calvin Levels como Joe Gipp
- George Newbern como Dan Lynch
- John Ford Noonan como "O Bonitão" John Pruitt
- Bradley Whitford como Mike Todwell
- Ron Canada como Graydon
- John Davis Chandler como Bleak

## Produção
Adventures in Babysitting foi o primeiro filme lançado por uma divisão de filmes da Disney a receber classificação etária de inapropriado para menores de 13 anos. No Reino Unido, o filme foi lançado com o título de "A Night on the Town" (Português: "Uma Noite na Cidade"). 
Bradley Whitford, que interpretou Mike Todwell no filme, tinha na verdade 27 anos de idade na época das filmagens, em 1987. Ele estava desconfortável com a diferença de idade, mas o diretor Chris Columbus deixou-o à vontade, permitindo-lhe usar o seu próprio Camaro no filme. No carro pode-se ver a placa original de Whitford na qual lê-se "SO COOL" (lit. "TÃO LEGAL"), que na versão em português tornou-se "GOSTOSÃO".
Valerie Bertinelli foi uma das atrizes que fizeram testes para o papel de Chris Parker.
Anthony Rapp e Columbus viriam a se reunir mais uma vez 18 anos mais tarde para a adaptação cinematográfica do musical Rent, originalmente estrelado por Rapp na Broadway.

## Lançamento
Nos Estados Unidos, Adventures in Babysitting foi lançado nos formatos VHS, DVD e Blu-ray. Primeiramente, em 14 de julho de 1992, o filme recebeu um lançamento em VHS pela Buena Vista Pictures. Posteriormente, em 18 de janeiro de 2000, também pela Buena Vista Pictures, o filme foi lançado em DVD. Uma edição especial comemorativa de 25 anos foi lançada em 7 de agosto de 2012.
No Reino Unido, embora ainda seja referido como A Night On The town (lit. Uma Noite Na Cidade) nas exibições televisivas, o filme foi comercialmente lançado com seu título original. O VHS foi lançado pela Cinema Club em 21 de outubro de 2002 e recebeu classificação etária de inapropriado para menores de 15 anos de idade pela BBFC (British Board of Film Classification) (Português: Conselho Britânico de Classificação de Filmes) por apresentar linguagem forte e referências sexuais. Anteriormente a obra já havia sido lançada em uma versão editada a qual recebeu classificação de apropriada para todos os públicos. Foi lançado em DVD, no Reino Unido, em 31 de maio de 2004, sem cortes (como a versão em VHS), e teve sua classificação etária reduzida para 12 anos.

## Prêmios e indicações

### Prêmios
Festival du Film de Paris
- Melhor atriz: Elizabeth Shue - 1988

 Young Artist Awards
- Melhor atriz jovem - comédia: Maia Brewton - 1988

### Indicações
Young Artist Awards
- Melhor filme familiar - comédia: 1988
- Melhor ator jovem - comédia: Keith Coogan - 1988

## Série de televisão
O filme foi adaptado em um piloto de TV com o mesmo nome para a CBS em 1989. Estrelado por Jennifer Guthrie (que mais tarde co-estrelaria com Maia Brewtonm a série Parker Lewis Can't Lose) como Chris, Joey Lawrence como Bra , Courtney Peldon como Sara, Brian Austin Green, como Daryl, e Ariana Mohit como Brenda. A série acabou não despertando o interesse da emissora e não foi produzida, sobrando apenas o piloto.

## Remake
Um remake teria sido planejado para ser lançado em 2012, estrelado por Raven-Symoné estava indo para estrelar o remake, intitulado Further Adventures in Babysitting, o projeto foi engavetado . Miley Cyrus também chegou a ser anunciada como protagonista, mas depois negou envolvimento.
Segundo a Variety, Tiffany Paulsen estava escrevendo o roteiro.  Acreditava-se que o projeto havia sido cancelado. No entanto, em 9 de janeiro de 2015, o Disney Channel anunciou que o remake seria produzido, com Sabrina Carpenter e Sofia Carson estrelando como babás concorrentes, e foi lançado em 2016, recebendo atenção como o centésimo filme original do canal.